# 長谷川憲治
長谷川 憲治（はせがわ けんじ、1946年（昭和21年）8月31日 - ）は、日本の実業家。きらやか銀行相談役。公益財団法人山形美術館監事。社会福祉法人山形いのちの電話理事長。山形県米沢市出身。

## 来歴・人物
長谷川吉内殖産相互銀行社長の養嗣子。
山形県立米沢興譲館高等学校、慶應義塾大学経済学部卒業後、松下電器産業（現：パナソニックホールディングス）に入社。その後、長谷川家の家業である電気関連企業「マルタニ」に転じ、社長に就任する。
1983年、殖産相互銀行（1989年普銀転換、殖産銀行に商号変更）社外監査役に就任する。以降、常務等を歴任。2000年、専務米沢支店長を務める折、荘内銀行との合併構想（ミライオン銀行）に距離を置いていたこと、創業家出身であることが勘案され、引責辞任した叶内紀雄頭取の後継としてトップに就任した。
2007年には、殖産銀行と山形しあわせ銀行の合併に伴い、誕生したきらやか銀行頭取に就任した。しかし、翌年の経営陣刷新によって、非常勤相談役に退いた。
2003年から旧知の弁護士である古沢茂堂からの勧めで、山形いのちの電話に関わり始め、2018年11月に死去した古沢の後を受け、理事長に就任した。

## 長谷川家
長谷川一族は、江戸時代中期以降、山形商業の基幹産業となった「紅花」を取り扱い、最上川水運や日本海航路による京阪神との貿易により財を成し、山形市を代表する豪商となった。また、山形藩御用商人として市内外商家の指導的立場となり、明治維新後の帝国議会開設に際しては、一族の宗長である丸長・長谷川家の当主、長谷川直則（吉郎次）は、第一回貴族院議員に選出された。
丸長・長谷川家が衰退をたどった後は、山形市三日町の丸山・長谷川家（長谷川吉茂山形銀行頭取の祖）と同市十日町の丸谷・長谷川家（本稿、長谷川憲治の祖）の両長谷川家が、財界の重鎮として、明治・大正期の山形県経済の発展に貢献をした。
1938年、4代目長谷川吉内が死去したため嫡孫である吉祿が吉内を襲名した（嫡子はすでに病死していた）。そして、この5代目吉内が殖産相互銀行第5代社長となり憲治を養嗣子とした。

## 山形まるごと館 紅の蔵
マルタニの本社社屋として使用されてきた蔵屋敷が、観光物産施設「山形まるごと館 紅の蔵」として改装され、2009年12月6日にオープンした。

## 略歴
- 1965年（昭和40年）- 山形県立米沢興譲館高等学校卒業。
- 1969年（昭和44年） - 慶應義塾大学経済学部卒業後、松下電器産業入社。
- 1974年（昭和49年） - マルタニ入社、常務取締役。
- 1977年（昭和52年） - 同社長。
- 1983年（昭和58年） - 殖産相互銀行社外監査役。
- 1988年（昭和63年） - 同監査役。
- 1991年（平成3年） - 同常務取締役。
- 1992年（平成4年） - 同常務取締役企画部長委嘱。
- 1993年（平成5年） - 同常務取締役総合企画本部長委嘱。
- 1997年（平成9年） - 同常務取締役庄内本部長委嘱。
- 1998年（平成10年） - 同常務取締役資産査定室長委嘱。
- 1999年（平成11年） - 同専務取締役米沢支店長委嘱。
- 2000年（平成12年） - 同頭取。
- 2005年（平成17年） - きらやかHD会長。
- 2007年（平成19年） - 合併、きらやか銀行頭取。
- 2008年（平成20年） - 同相談役。